# Plaza de toros de Madridejos
La plaza de toros de Madridejos es un coso taurino de la localidad española de Madridejos, en la provincia de Toledo. Se trata de un claro ejemplo de coso taurino de arquitectura popular de finales del siglo XIX, que fue inaugurada en 1879.
Tiene forma ovalada y está hecha horadando el terreno, aprovechando un desmonte. Su construcción se adapta al sistema de los anfiteatros griegos, ya que las gradas del norte se hicieron excavando en la tierra; con la que sacaban de allí se construyeron unos machones, y sobre ellos las gradas en el lado sur.
Se trata de una construcción realizada íntegramente en tapial, con acabado encalado y refuerzos de ladrillo en algunos sectores del interior. En las gradas inferiores, el material es el propio del suelo, al estar esta zona del graderío excavada.
Al exterior presenta paramento liso y cerrado, así como aspecto de una gran rueda dentada, a causa de los contrafuertes que aseguran la estructura de las gradas.
Las distintas dependencias del edificio (petinas, corrales, etc.), presentan similares características constructivas.
En la actualidad se está remodelando esta plaza de toros para hacer un museo taurino.